# Wu-Tang Clan
De Wu-Tang Clan is een Amerikaanse hiphopformatie uit Staten Island, New York.

## Geschiedenis
Deze Eastcoast-formatie wordt gerekend tot de golden era hiphop en bestaat uit negen leden: Method Man (Johnny Blaze, Hot Nickels), RZA (The Abbot), GZA (The Genius), Raekwon (The Chef), Inspectah Deck (Rebel INS), U-God (Golden Arms), Masta Killa (Noodles), Ghostface Killah (Tony Starks, Iron Man, Ghostdini, Pretty Toney) en Cappadonna (Cappachino). Ol' Dirty Bastard (A Son Unique, Osirus, Dirt McGirt) overleed in 2004. Wu-Tang heeft ook nog twee leden die niet aan zang doen: Mathematics en DJ Symphony. De Wu-Tang Clan kent daarnaast meerdere affiliaties binnen de organisatie, waardoor Wu-Tang tientallen gerelateerde leden heeft, onder wie de Nederlands-Marokkaanse rapper en producer Cilvaringz.

## Uniek album
Op 29 november 2015 maakte de formatie bekend voor twee miljoen dollar een gegraveerd, handgemaakt dubbelalbum van zilver en nikkel te hebben verkocht. De tracks hierop zijn tussen 2006 en 2013 opgenomen door alle overgebleven leden. Van het album bestaat één exemplaar. De leden van Wu-Tang Clan en koper Martin Shkreli legden vast dat Once upon a time in Shaolin tot 2103 niet commercieel uitgebaat mocht worden. Shkreli streamde op 8 november 2016 de intro en een van de nummers gratis. Hij had beloofd dit te doen als Donald Trump die dag tot president van de Verenigde Staten zou worden verkozen.

## Discografie

### Reguliere albums
- 1993 Enter the Wu-Tang (36 Chambers)
- 1997 Wu-Tang Forever
- 2000 The W
- 2001 Iron Flag
- 2007 8 Diagrams
- 2014 A Better Tomorrow
- 2017 Wu-Tang: The Saga Continues
- 2019 Of Mics and Men

### Andere albums
- 2004 Disciples of the 36 Chambers: Chapter 1 (livealbum)
- 2005 Legend of the Wu-Tang Clan (compilatie)
- 2009 Chamber Music (compilatie)
- 2011 Legendary Weapons (compilatie)
- 2015 Once Upon a Time in Shaolin

### Singles
- 1991 "Wu-Tang Logo"
- 1992 "Protect Ya Neck"
- 1992 "M.E.T.H.O.D. Man"
- 1993 "Protect Ya Neck"
- 1994 "Can It Be All So Simple"
- 1994 "C.R.E.A.M."
- 1994 "Da Mystery of Chessboxin'"
- 1997 "Triumph"
- 1997 "Reunited"
- 1997 "It's Yourz"
- 2000 "Protect Ya Neck (The Jump Off)"
- 2000 "Gravel Pit"
- 2001 "I Can't Go to Sleep"
- 2001 "Careful (Click, Click)"
- 2002 "Uzi (Pinky Ring)"
- 2002 "Rules"
- 2002 "Back in the Game"
- 2005 "Biochemic Equation (ft.MF DOOM)"
- 2007 "The Heart Gently Weeps"
- 2010 "Lyrical Swords"
- 2011 "225 Rounds (ft. Bronze Nazareth)"
- 2014 "Keep Watch"
- 2017 "People Say (ft. Redman)"
- 2017 "Lesson Learn'd (ft. Redman)"

| Single met eventuele hitnotering(en) in de Nederlandse Top 40 | Datum van verschijnen | Datum van binnenkomst | Hoogste positie | Aantal weken | Opmerkingen                |
| ------------------------------------------------------------- | --------------------- | --------------------- | --------------- | ------------ | -------------------------- |
| Reunited                                                      | 1997                  | 07-02-1998            | tip2            | -            |                            |
| Say What You Want (All Day, Every Day)                        | 1998                  | 18-04-1998            | 5               | 16           | Texas met The Wu-Tang Clan |
| Gravel Pit                                                    | 2000                  | 09-12-2000            | 6               | 11           |                            |
| I Can't Go To Sleep                                           | 2001                  | 28-04-2001            | tip14           | -            |                            |
| Rules                                                         | 2001                  | 12-01-2002            | tip20           | -            |                            |
| Uzi (Pinky Ring)                                              | 2002                  | 02-02-2002            | tip18           | -            |                            |

### Bijdragen
- 1994 "Anything (Old School Remix)" (op de SWV-ep Remixes)
- 1994 "St. Ide's" (in St. Ide's-reclame)
- 1996 Narra Mine (remix voor Genaside II)
- 1997 "Diesel" (op de soundtrack Soul in the Hole)
- 1997 "America" (op de compilatie America Is Dying Slowly)
- 1997 "Sucker MC's" (op de compilatie In the Beginning)
- 1998 "Put Your Hammer Down" & "Wu-Tang Cream Team Lineup" (op het Funkmaster Flex-album The Mix Tape, Vol. 3: 60 Minutes of Funk)
- 1998 "Windpipe" (op de soundtrack Belly)
- 1998 "And You Don't Stop" (op de soundtrack Rush Hour)
- 2000 "Shame" (op de compilatie Loud Rocks)
- 2000 "Rollin' (Urban Assault Vehicle)" (met DMX) - Limp Bizkit
- 2000 "Fast Shadow" (op de soundtrack Ghost Dog: The Way of the Samurai)
- 2000 "Shaolin Worldwide" (op de soundtrack Next Friday)
- 2001 "The Abduction" (op het Tony Touch-album The Piece Maker)
- 2001 "What You in fo" (op de soundtrack Oz)
- 2004 "Rock Steady" (op het Tony Touch-album The Piece Maker 2)
- 2004 "Black Mamba" ( op de soundtrack Kill Bill Vol. 2 als verborgen bonusnummer)
- 2009 "Strange Enough" (op het N.A.S.A.-album The Spirit of Apollo)
- 2018 "Wu-Tang Forever" (op het Logic-album "YSIV")

## Trivia
- Er is een officiële kledinglijn genaamd Wu-wear.
- In 1999 kwam het PlayStation-spel Taste the Pain uit.
- In 2005 verscheen het boek The Wu-Tang manual van de hand van The RZA (ISBN 1594480184).
- De eerste twaalf albums die de Wu-Tang uitbracht, behaalden alle goud of platinum.
- Cappadonna was lange tijd het tiende officieuze lid van de Wu-Tang Clan; naast hem is er nog Streetlife (11de) en LA The Darkman (12de).
- Ook zijn er nog een groot aantal aan Wu-Tang gerelateerde rappers van wie velen samenwerken met Wu-Tang.
- Cilvaringz is het enige Marokkaanse lid van de Wu-Tang Killa Beez.
- System of a Down werkte samen met Wu-Tang Clan aan een cover van het nummer Shame on a nigga.
- Van Once Upon a Time in Shaolin werd maar één exemplaar verkocht. Het album werd tijdens een veiling verkocht aan Martin Shkreli voor 2 miljoen euro. Het werd daardoor tevens ook toegevoegd aan het Guinness Book of Records, omdat het het meest waardevolle album ooit werd. Het album mag pas in 2103 commercieel verkocht worden.
- Wu-Tang Clan heeft een serie uitgebracht over hun beginnende jaren genaamd: Wu-Tang, An American saga waarvan het derde seizoen uitkomt op de 15e februari 2023

## Biografie
- S.H. Fernando, From the streets of Shaolin, the Wu-Tang Saga, 2021, Hachette books, ISBN 9780306874468